# Église Saint-Pierre de Noirmont
Pour les articles homonymes, voir église Saint-Pierre et Noirmont (homonymie).
L'église Saint-Pierre est une église de style classique située à Noirmont, ancien village constituant une des deux parties du village de Cortil-Noirmont, sur le territoire de la commune belge de Chastre en province du Brabant wallon.

## Localisation
L'église se situe au village de Noirmont, à 1,5 km au sud des tumuli de Noirmont, à l'intersection de la rue Commandant Chuillet et de la Vieille rue et presque en face de la rue de la Tour au fond de laquelle se trouvait jadis la « Tour des Sarrasins » détruite en 1971 pour réaliser un lotissement résidentiel.

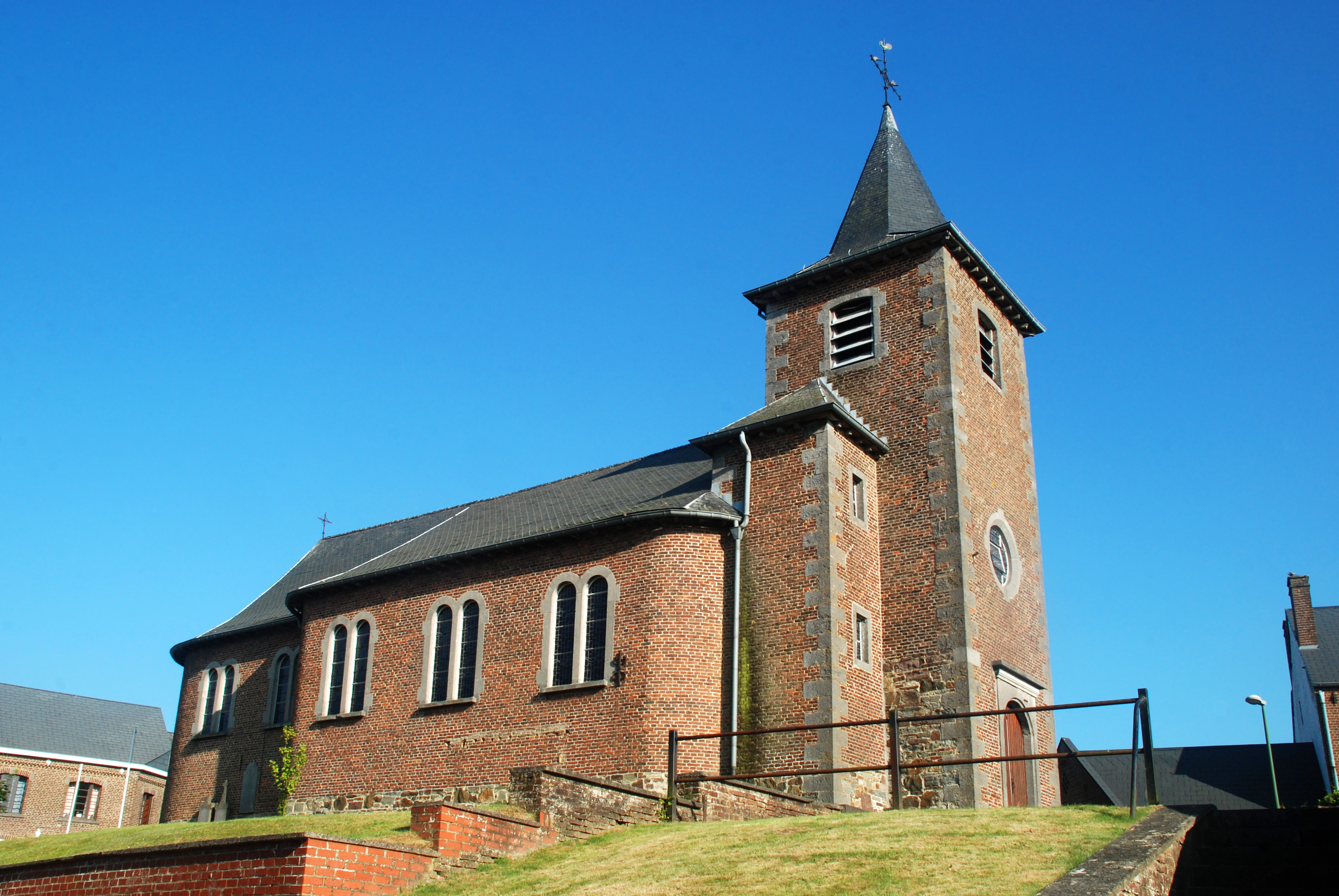
L'église vue du nord-ouest.

## Historique
L'ancienne église de Noirmont, placée sous le vocable de Saint-Martin, se trouvait plus à l'ouest que l'édifice actuel, dans le jardin de la cure.
Cette église fut brûlée par les protestants le 8 novembre 1568, au début de la guerre de Quatre-Vingts Ans également appelée révolte des gueux. Elle fut restaurée par Pierre Daems entre 1615 et 1631.
L'église Saint-Pierre actuelle fut construite vers 1780,.
Elle a subi quelques transformations ultérieures, comme l'ajout de baies jumelées au XXe siècle et d'une sacristie au sud-est.

## Architecture

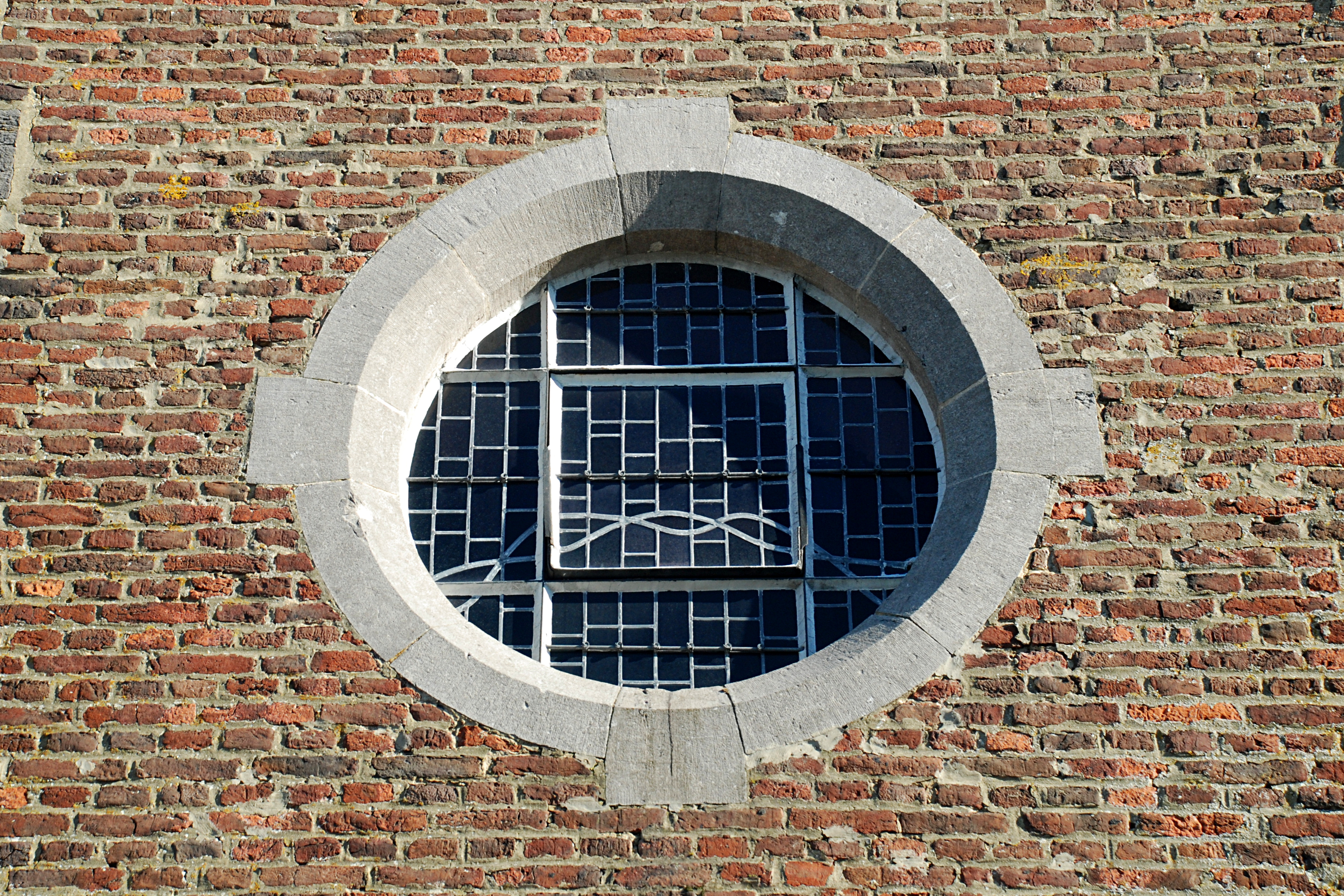
L'oculus de la tour.

### Architecture extérieure
L'église, couverte d'ardoises, est édifiée en briques rouges, avec un soubassement de moellons assemblés en appareil irrégulier.
À l'ouest, l'église présente une tour flanquée d'annexes carrées. Tant la tour que ses annexes sont cantonnées de chaînages d'angle faits de grands blocs de pierre bleue.
La tour est percée d'un portail en pierre bleue de facture classique très simple dont les piédroits et l'arc moulurés supportent un entablement très sobre. Plus haut, elle présente vers l'ouest un oculus en pierre bleue orné de quatre clés. Son dernier niveau est percé sur chaque face d'une baie campanaire à abat-son, piédroits harpés et arc surbaissé en pierre bleue.
La tour est surmontée par un fin clocher recouvert d'ardoises, à base carrée et à flèche octogonale écrasée terminée par une croix surmontée d'un coq.
Le vaisseau est constitué d'une nef unique, prolongée par une abside semi-circulaire. Fait assez rare, la nef présente des angles arrondis, dont la courbure fait écho à celle de l'abside. La nef et l'abside sont percées de baies jumelées (ajoutées au XXe siècle) aux piédroits harpés et aux arcs cintrés en pierre bleue. L'équilibre de l'ensemble de la façade sud est gâché par une petite sacristie rectangulaire, d'époque moderne.
|  |  |  |  |

## Mobilier

### Fonts baptismaux

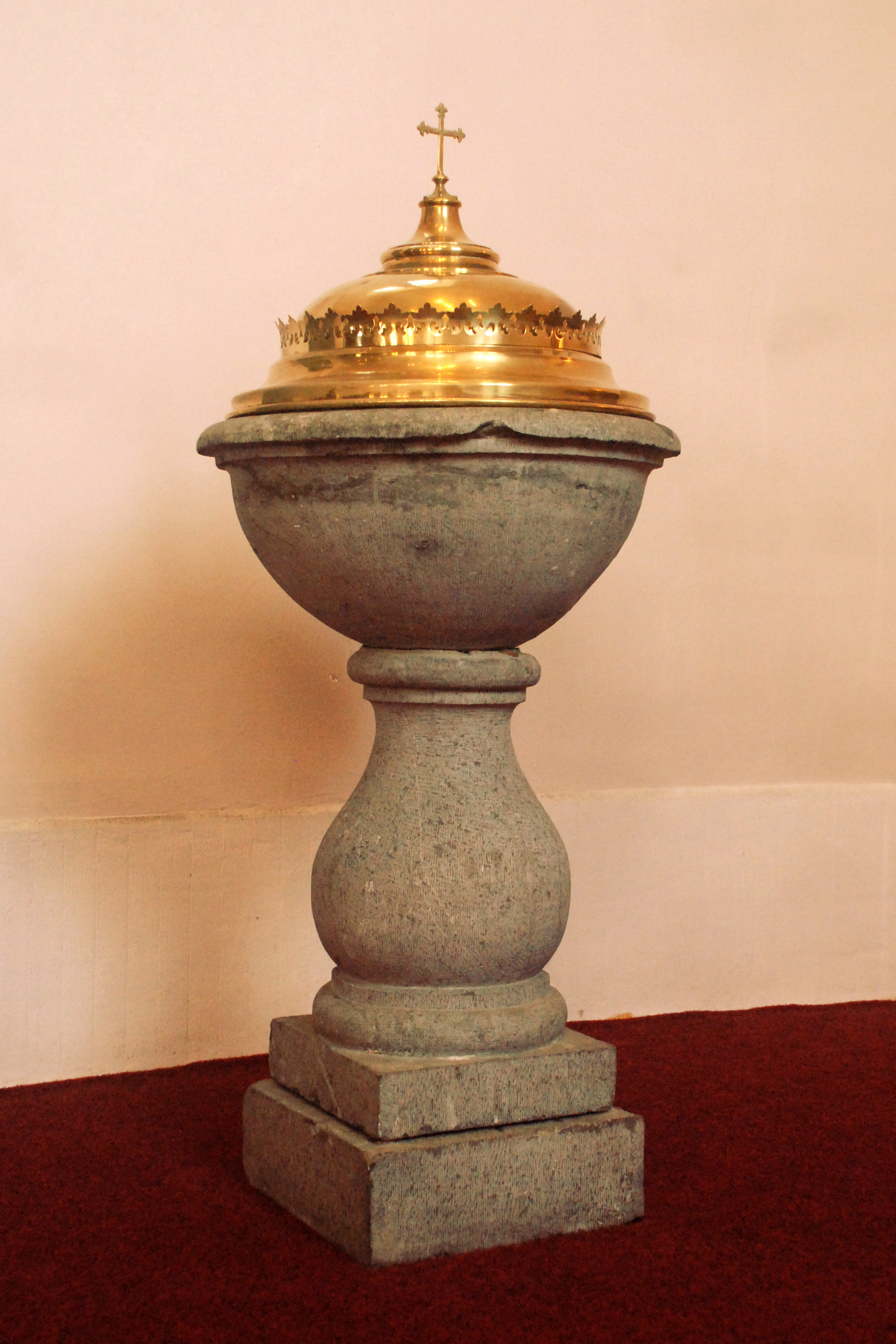
Les fonts baptismaux.

L'église contient des fonts baptismaux datés du dernier tiers du XVIIIe siècle.
Ces fonts baptismaux en pierre bleue (petit granit) sont constitués d'une cuve cylindrique portée par une colonne circulaire ventrue aux astragales marquées reposant sur un support carré à deux degrés.

### Monument funéraire des comtes de Gallo

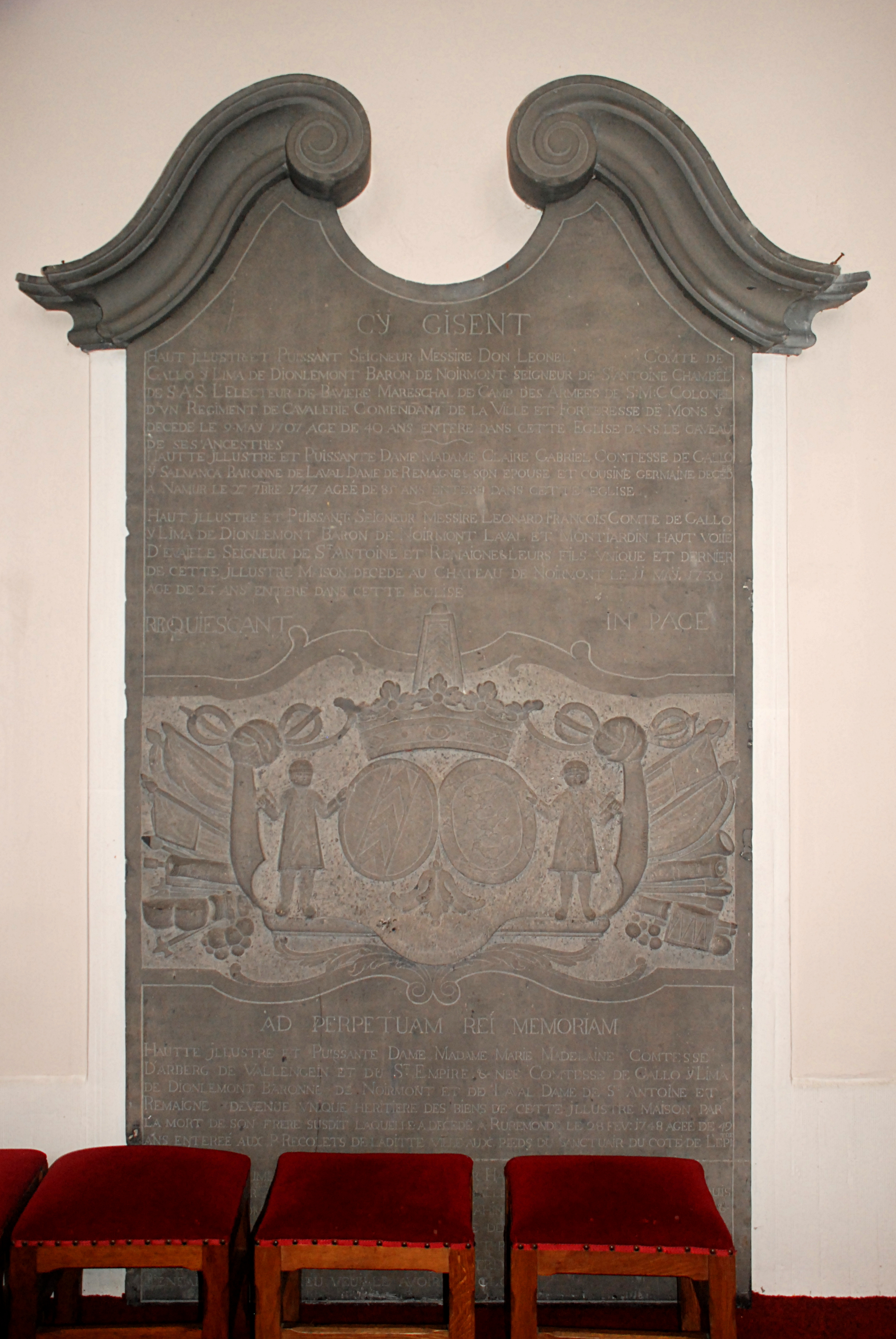
Monument funéraire Gallo (1748).

Dans le chœur, contre le mur de gauche, se dresse le monument funéraire baroque du lignage de Gallo, daté de 1748,.
Ce monument est constitué d'une dalle de pierre bleue sommée de volutes baroques, sur laquelle est gravée l'épitaphe des derniers comtes de Gallo, barons de Noirmont au début du XVIIIe siècle, ainsi que leurs armoiries :

« Cy Gisent

Haut Illustre et Puissant Seigneur Messire Don Leonel Comte de

Gallo y Lima de Dionlemont Baron de Noirmont Seigneur de St Antoine Chambel

de S.A.S. l'Electeur de Bavière Mareschal de Camp des Armées de S.M.C. Colonel

D'un Régiment de Cavalerie Comendant de la Ville et Forteresse de Mons y

Décédé le 9 mai 1707 Agé de 40 ans enteré dans cette Eglise dans le caveau

De ses Ancestres

Hautte Illustre et Puissante Dame Madame Claire Gabriel Comtesse de Gallo

Y Salmanca Baronne de Laval Dame de Remaigne et son Epouse et Cousine Germaine Décédée

À Namur le 27 7bre 1747 âgée de 85 ans enteré dans cette Eglise

Haut Illustre et Puissant Seigneur Messire Léonard François Comte de Gallo

y Lima de Dionlemont Baron de Noirmont, Laval et Monjardin Haut Voiié

d'Evaiele Seigneur de St Antoine et Remaigne & leurs fils unique et dernier

De cette Illustre Maison décédé au Chateau de Noirmont le 11 may 1730

Agé de 23 ans enteré dans cette Eglise

Requiescant In Pace

Ad Perpetuam Rei Memoriam

Hautte Illustre et Puissante Dame Madame Marie Madelaine Comtesse

D'Arberg de Vallengein et du St Empire née Comtesse de Gallo y Lima

de Dionlemont Baronne de Noirmont et de Laval  Dame de St Antoine et

de Remaigne devenue unique héritière des biens de cette illustre maison par

La mort de son frère susdit laquelle a décédé à Ruremonde le 28 fév: 1748 âgée de 49

enterée aux P Recolets de laditte ville aux pieds du sanctuair du côté de l'épitre »

|  |  |

### Pierre tombale de la Renaissance
Sous le clocher, à droite de l'entrée, se dresse une pierre tombale de la Renaissance, daté de 1636.
La pierre, fragmentée et incomplète, représente un aristocrate et son épouse, flanqués de quartiers d'armoiries dont l'un se lit encore très clairement « De Crane ».
L'épitaphe située à la base est presque illisible.
|  |  |  |  |

## Hommages aux combattants des deux guerres mondiales
Le chevet, précédé d'un escalier flanqué de quatre hampes de drapeaux, est percé d'une baie aveugle à encadrement de pierre bleue abritant une plaque de marbre blanc sur laquelle est gravé un hommage aux enfants de la paroisse de Noirmont morts pour la patrie en 1914.
Sous cette baie, une petite plaque de marbre blanc commémore le souvenir de « Gaston Delvaux, prisonnier de guerre victime des atrocités nazies ».
Deux plaques commémoratives sont apposées au pied du chevet pour perpétuer le souvenir des combattants du 110e régiment d'infanterie et de la 1re division marocaine tombés durant la bataille de Gembloux lors des combats autour d'Ernage les 14 et 15 mai 1940 :

« L'Amicale des Anciens du 110e R.I. à leurs Camarades Tombés au Champ d'Honneur 1939-1940 »

« L'Amicale des Anciens de la 1re Division Marocaine à leurs Camarades Tombés au Champ d'Honneur 1939-1940 »

|  |  |  |  |